# Monica Hellström
Monica Hellström, född 1964, är en svensk serieskapare, illustratör, historiker och arkeolog.
Hellström debuterade med albumet Ärligt talat 1994 som baserades på serier som publicerats i Expressen och Kommunalarbetaren. Serien är till stor del självbiografisk – huvudpersonen är en ung tjej i en stad – och återger humoristiska vardagsobservationer.
Hellström tog examen från Beckmans designhögskola 1989 och disputerade i klassisk historia vid Columbia University i USA 2014 där hon även undervisat i latin och grekiska. Hellström har parallellt med sin akademiska karriär fortsatt som illustratör.

## Utgivna seriealbum
- 1994 – Ärligt talat
- 1996 – Ärligt talat 2: The revenge

## Utmärkelser
- 91:an-stipendiet 1996
- Adamsonstatyetten 2000